# Gelug
(Lama Yeshe, monaco di tradizione Gelug)

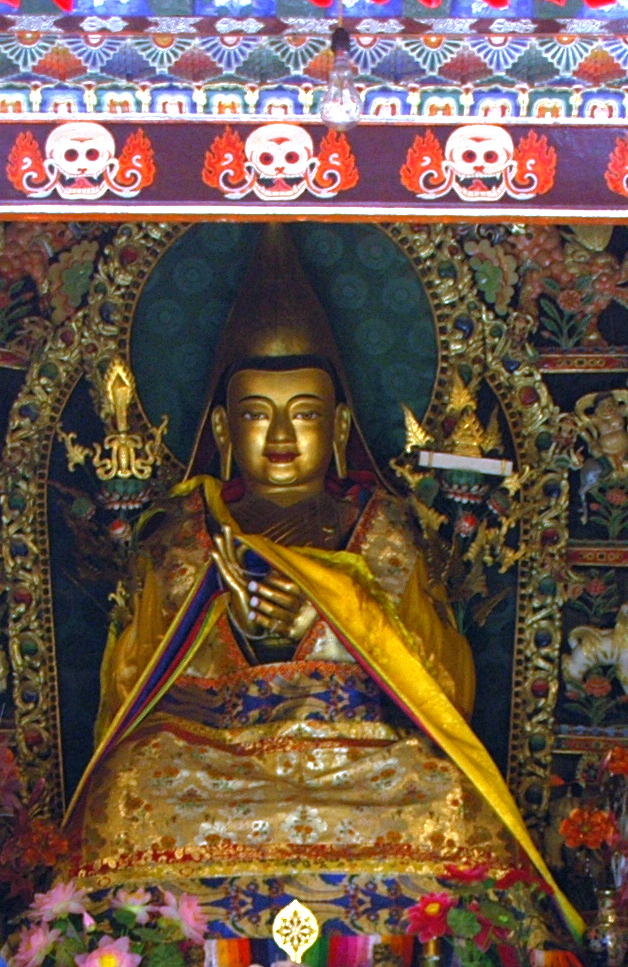
Statua di lama Tsongkhapa sull'altare del Tempio a lui dedicato al Monastero di Kumbum, suo villaggio di nascita, nell'Amdo. Foto dello scrittore Mario Biondi, 7 luglio 2006.

La Gelug o Gelugpa (Wylie: dGe-Lugs-Pa) (Modello di virtù in lingua tibetana), nota anche come scuola dei Berretti Gialli, è la scuola più recente di Buddismo tibetano, fondata dal lama tibetano Tsongkhapa (o Tzong Khapa).

## Descrizione
Vissuto nel XIV secolo, lama Tsongkhapa fu discepolo dei lignaggi Sakyapa, Kagyu e Kadampa. Successivamente, soprattutto ispirandosi ai princìpi Kadampa, si fece propulsore di una riforma della disciplina monastica che portò alla formazione del lignaggio gelug, e si dedicò a una grande diffusione del Lam Rim di Atiśa, e di altre grandi dottrine Mahayana e Vajrayana.
Il movimento dei Berretti Gialli si rinforzò con uno dei principali allievi di lama Tsongkhapa, Gendün Drup, stimato lama che un secolo dopo la sua morte sarebbe stato riconosciuto come I Dalai Lama. Fondatore del Monastero di Tashilhunpo e autore di numerosi trattati tantrici, Gendün Drup introdusse tra i gelug il principio della reincarnazione per la successione di molti seggi religiosi.
La cosiddetta «Scuola Gialla» pose presto l'accento sul rigore della disciplina monastica, respingendo certi costumi come la pratica del matrimonio e l'assunzione di sostanze alcoliche, che presso altre scuole come la Nyingmapa trovavano un certo consenso. Sempre i Nyingmapa comprendevano nel loro canone tantra più antichi di quelli tradotti in tibetano dal monaco indiano Smriti nel X secolo, mentre i gelug accettavano solo i tantra contenuti nel canone tibetano redatto da Butön nel XIV secolo. Infine, se i Nyingmapa e i Kagyu prediligevano la corrente yogacara, i gelug preferivano la corrente madhyamaka, e ponevano grande attenzione alla logica e alla meditazione, e avviavano i discepoli alle pratiche tantriche più tardi rispetto alle altre scuole.
Il primo monastero gelug fu fondato a Ganden nel 1409, a cui seguì l'istituzione di università monastiche quali Sera e Drepung, ove si formavano lama e ghesce di grande prestigio.
Inizialmente i gelug rimasero estranei alle questioni legate al potere temporale, che invece coinvolgevano le altre scuole, ma quando l'Impero mongolo si interessò al Tibet nel XVI secolo, il III Dalai Lama gettò le basi di un'alleanza con i khan, che in seguito si consolidò con l'intervento del V Dalai Lama, forte dei rapporti che lo legavano anche alla famiglia imperiale cinese. Abile nei rapporti con l'estero e nell'arte del governo, il V Dalai Lama divenne la massima guida spirituale del Tibet e sovrano assoluto.
A dispetto della sua importanza per la teocrazia del Tibet, per tradizione il Dalai Lama non è il capo dei gelug. La gerarchia della scuola riconosce la massima autorità al Ganden Tripa, "Detentore del Trono di Ganden" in tibetano, un lama scelto tramite elezione tra i khenpo dei più autorevoli monasteri Gelug, e che rimane in carica per un periodo di tre anni.
Oltre a quello dei Dalai Lama, nella Scuola Gialla si sono formati molti lignaggi di tulku attualmente famosi, come ad esempio i Panchen Lama, i Trijang Rinpoce, i Reting Rinpoce, i Taktra Rinpoce.
Analogamente a certi monaci Sakyapa, alcuni membri della scuola gelug adorano Dorje Shugden, una controversa divinità tantrica il cui culto risale al XVII secolo, quando il Tibet divenne una teocrazia lamaista sotto la guida del V Dalai Lama. Ritenuto la reincarnazione di un insigne lama che si opponeva al Grande Quinto, l'essere era peraltro identificato dai fedeli come manifestazione del Buddha Manjusri. Il XIV e attuale Dalai Lama mise al bando il culto di Shugden nel 1975, dopo serie inchieste storiografiche e religiose, concludendo che si trattava della propiziazione di un demone che nei secoli si era manifestato sempre in concomitanza con i periodi bui della storia tibetana, volendo peraltro gettare cattiva luce sul lignaggio dei Dalai Lama.